# 平安里 (臺中市太平區)
平安里，是臺灣臺中市太平區所轄的里，民國94年（2005年）8月析「中平里」而置。面積0.3255平方公里，人口2498人。與建國里、福隆里、興隆里、長億里、中平里相鄰。

## 歷史沿革
民國94年（2005年）8月，太平市行政區再次調整，劃中平里永成北路以東、精業一街35巷以南之東南部置平安里。

### 書籍
- 國立臺灣師範大學地理學系，《臺灣地名辭書》卷十二《臺中縣》第二冊，國史館臺灣文獻館。ISBN 9789860105742

## 外部連結
- 臺中市太平區公所 （页面存档备份，存于）